# Ken Fujita
Ken Fujita (født 27. august 1979) er en tidligere japansk fodboldspiller.
Han har spillet for flere forskellige klubber i sin karriere, herunder Júbilo Iwata og Ventforet Kofu.